# Zeche Hasard
Die stillgelegte Zeche Hasard (oder Cheratte 10) befindet sich in Cheratte, Teil der Stadt Visé, Provinz Lüttich, in der Wallonischen Region in Belgien.

## Geschichte
Der erste Schacht zur Gewinnung von Steinkohle wurde im Jahre 1850 gelegt, aber nach einem Unfall im Jahre 1877 wieder geschlossen. Die Wiedereröffnung erfolgte dreißig Jahre später, im Jahr 1907, und bis 1977 wurde dort Kohle gefördert; die Zeche war mit vier Schächten das wichtigste Unternehmen der Société anonyme des Charbonnages du Hasard. Durch Urban Exploration (private Stadterforschung) ist die Zeche auch im frühen einundzwanzigsten Jahrhundert noch bekannt. Im Jahr 2017 wurden alle Zechenteile, die nicht unter Denkmalschutz stehen, abgerissen. Die Backsteingebäude mit dem Malakow-Turm (Turm Nr. 1) sollen zu einem Businesskomplex umgebaut werden.

## Bilder

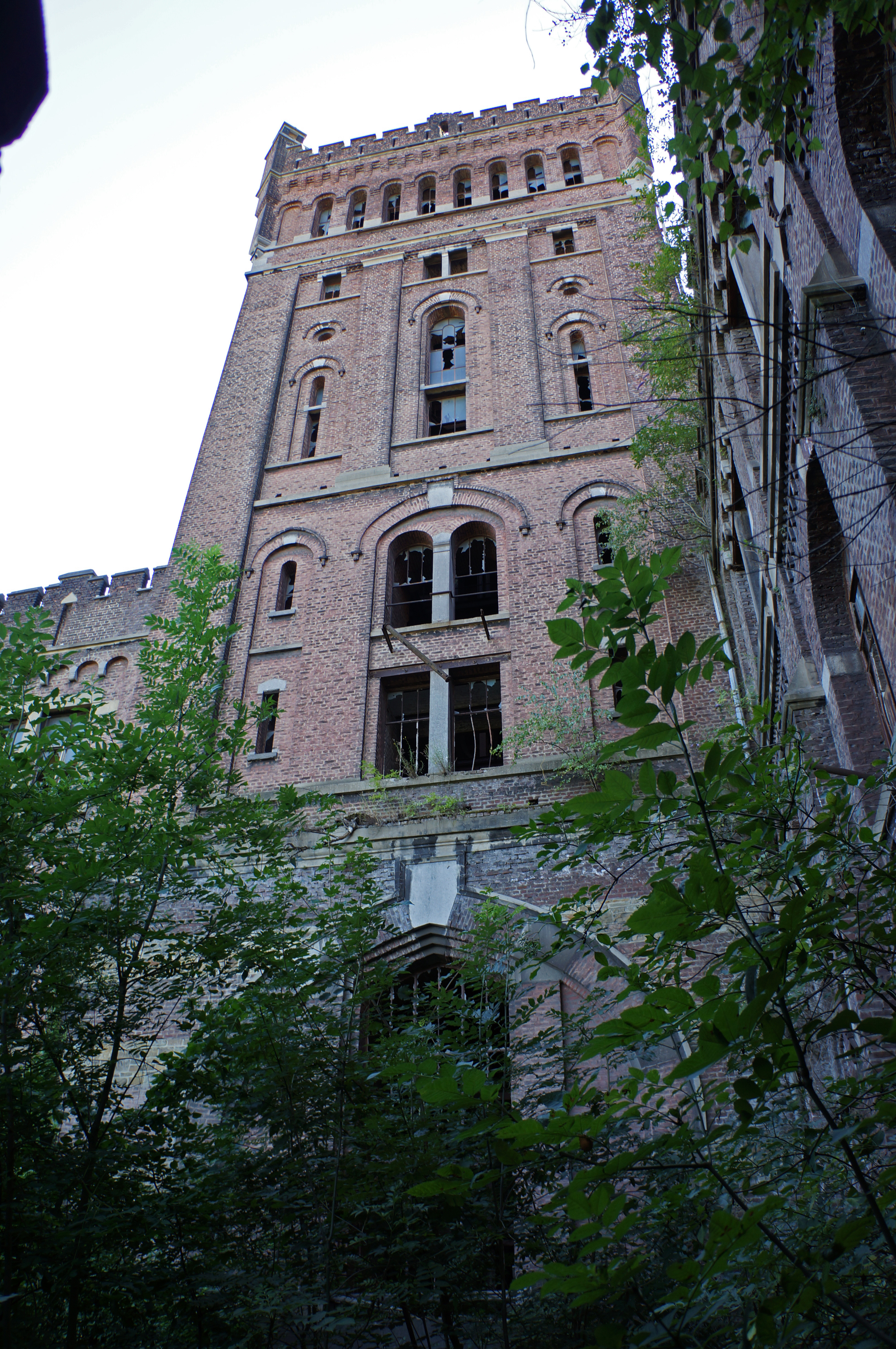
Förderturm Nr. 1
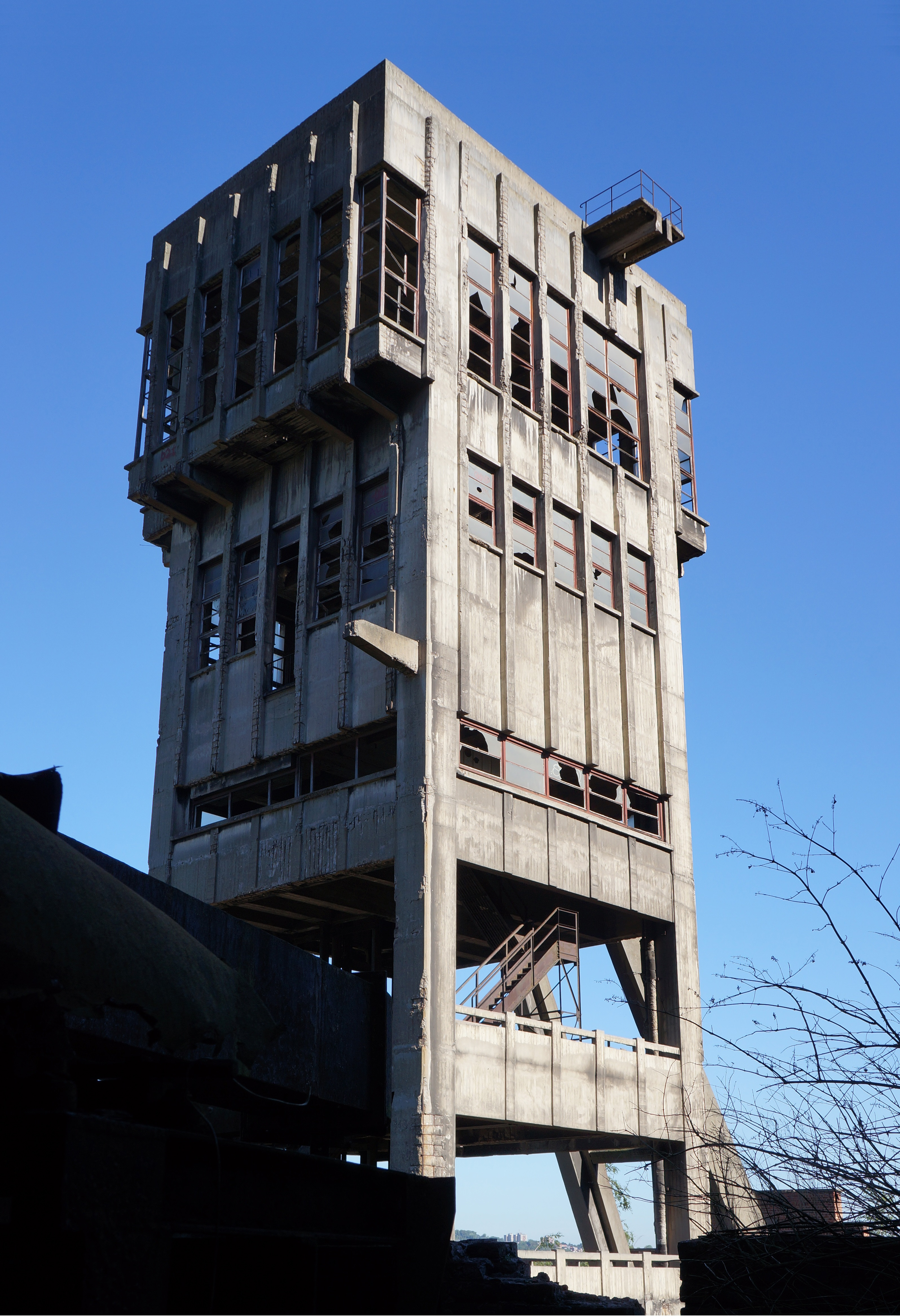
Förderturm Nr. 3
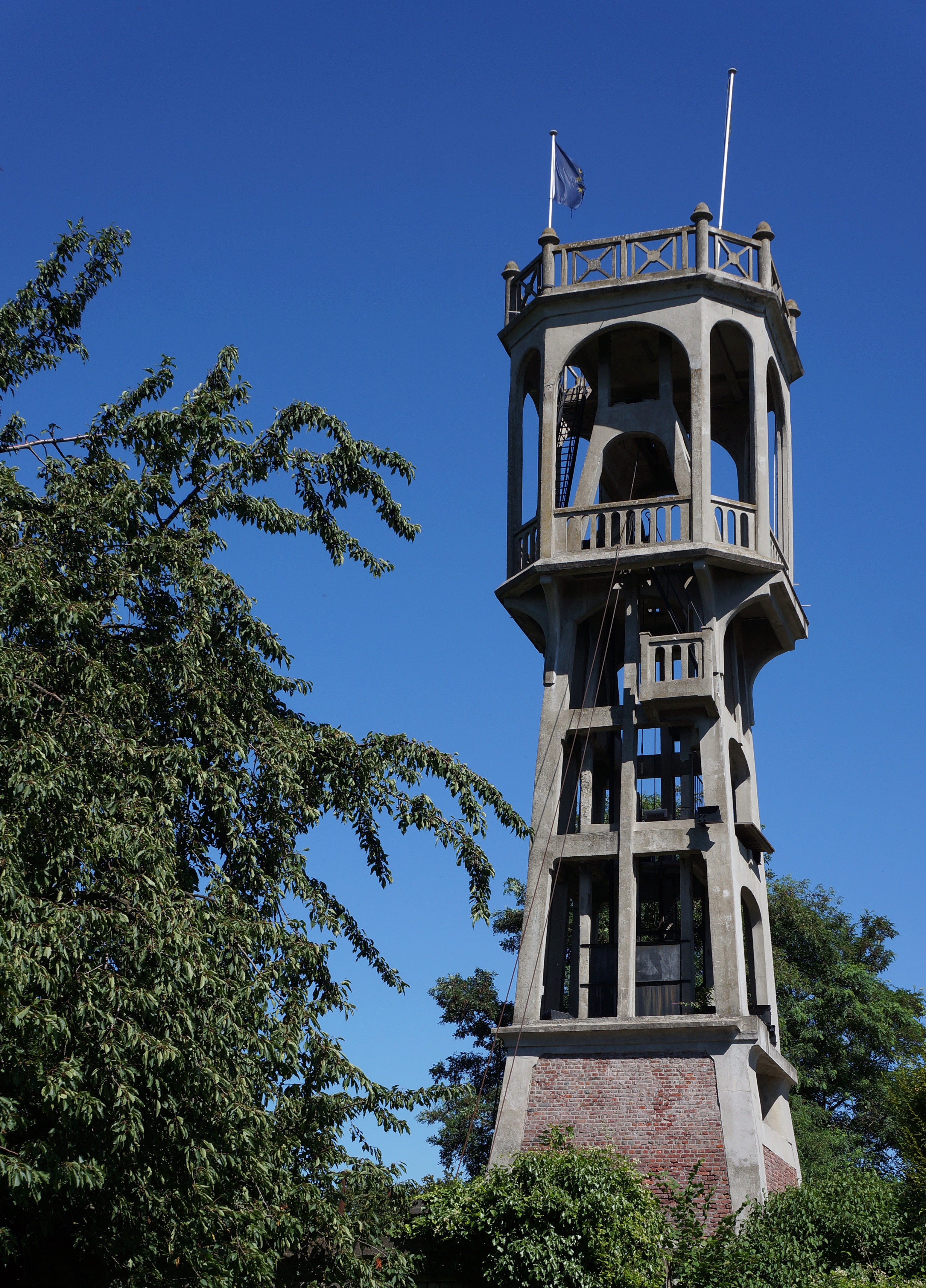
Förderturm Nr. 4 „Belle Fleur“
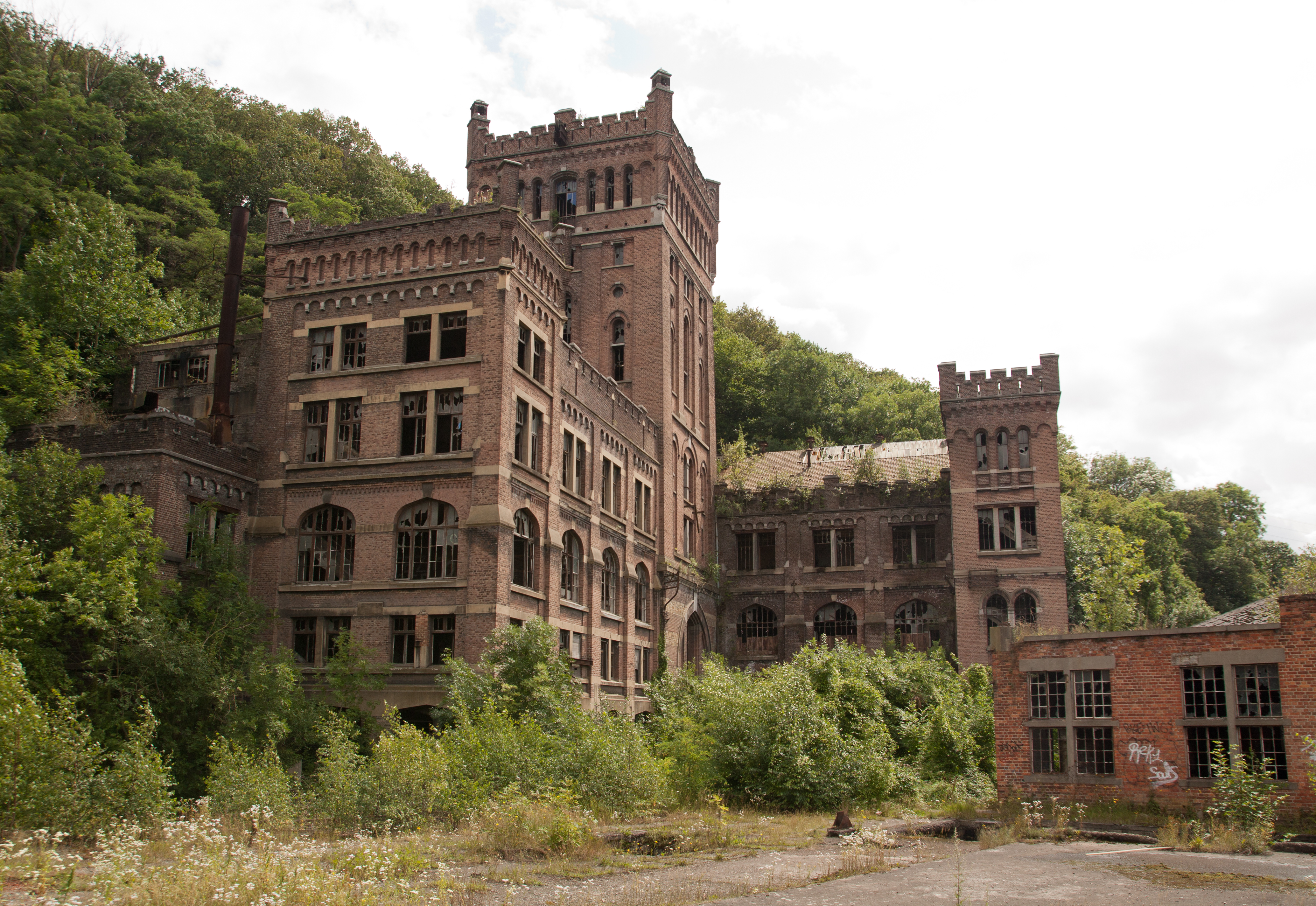
Förderturm Nr. 1 mit angrenzenden Gebäuden von Norden gesehen im Jahr 2012
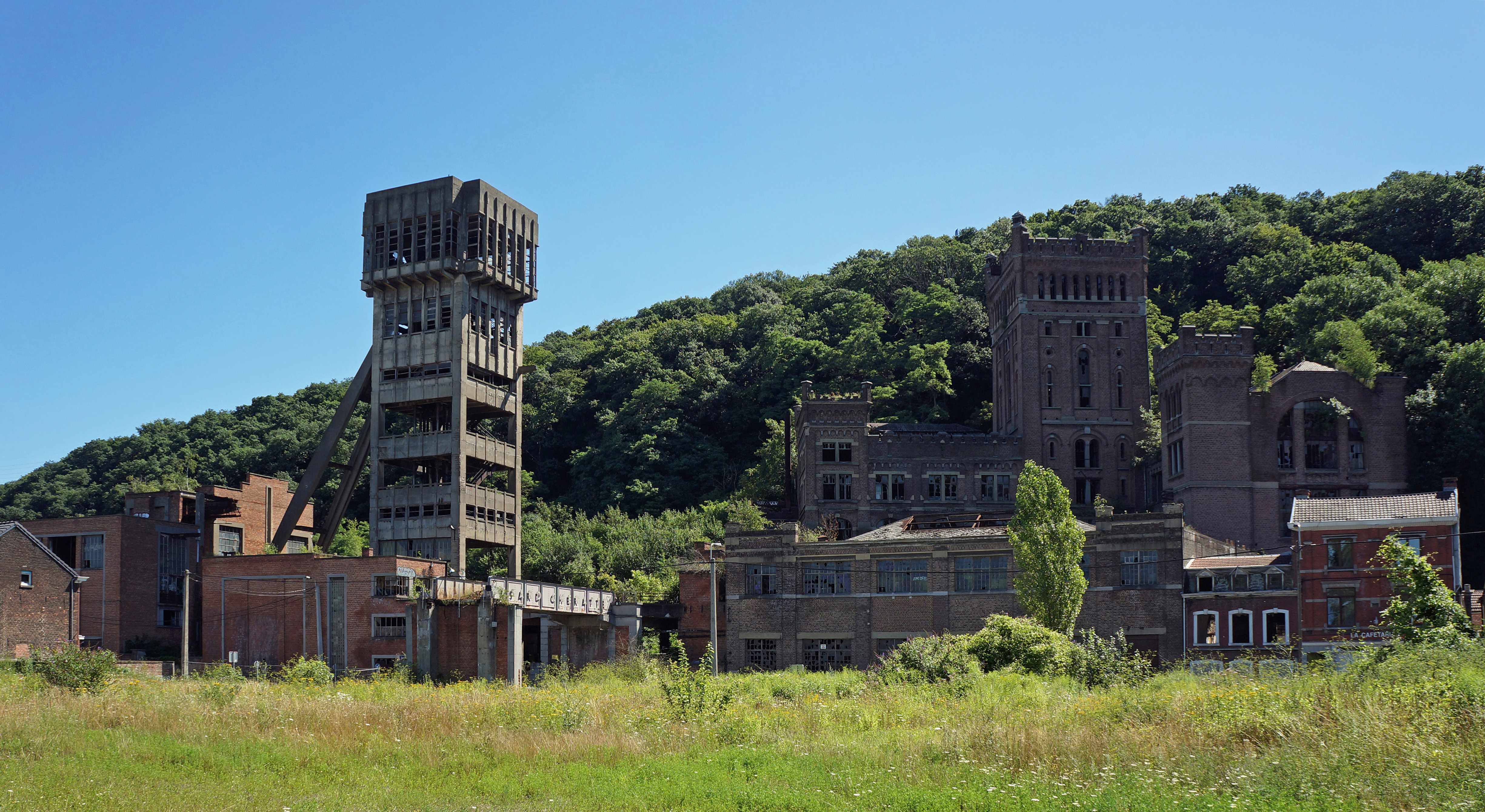
Gesamtanlage von Westen gesehen im Jahr 2013
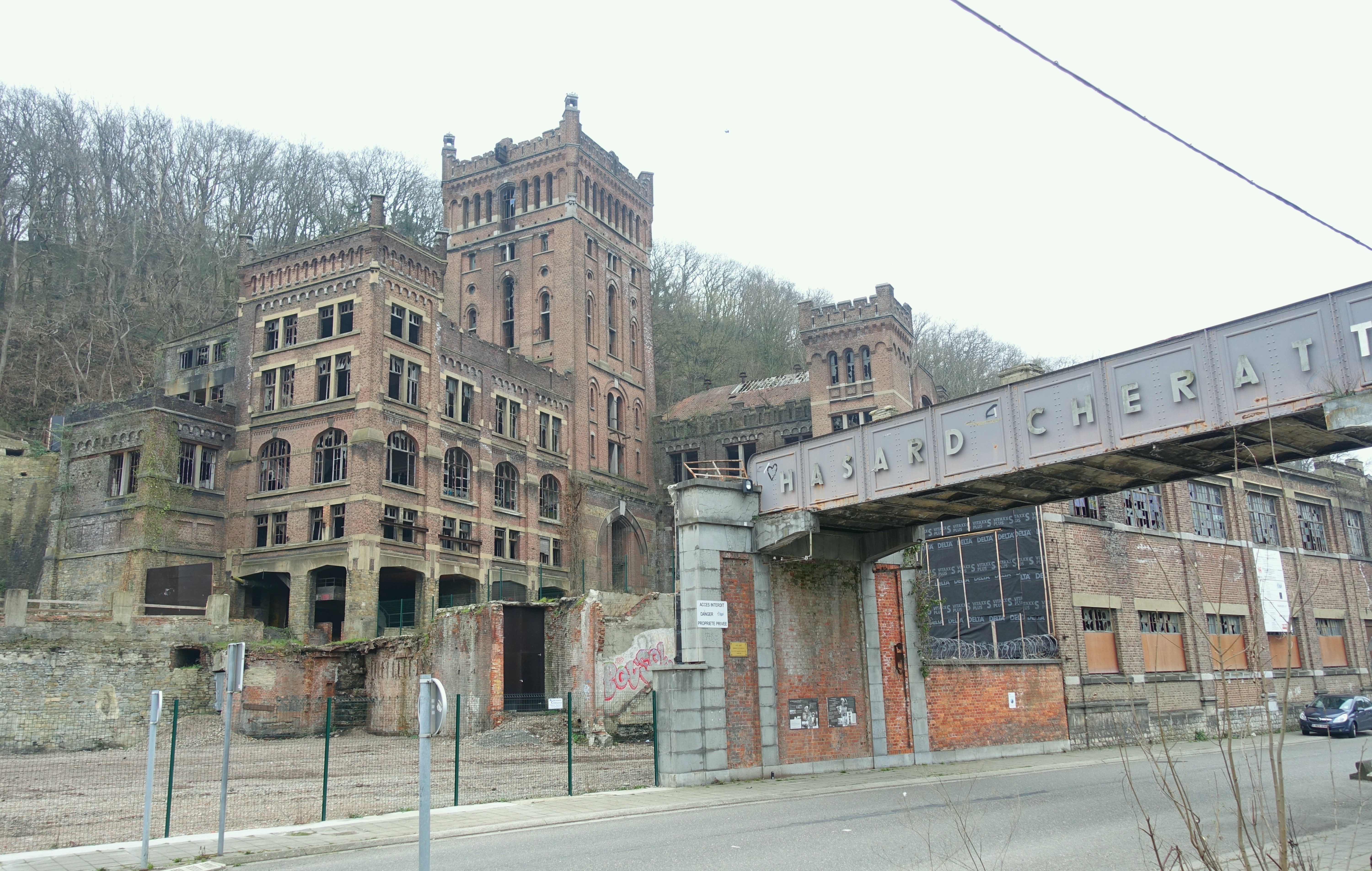
Aufnahme aus dem Jahr 2019

## Arbeitersiedlung

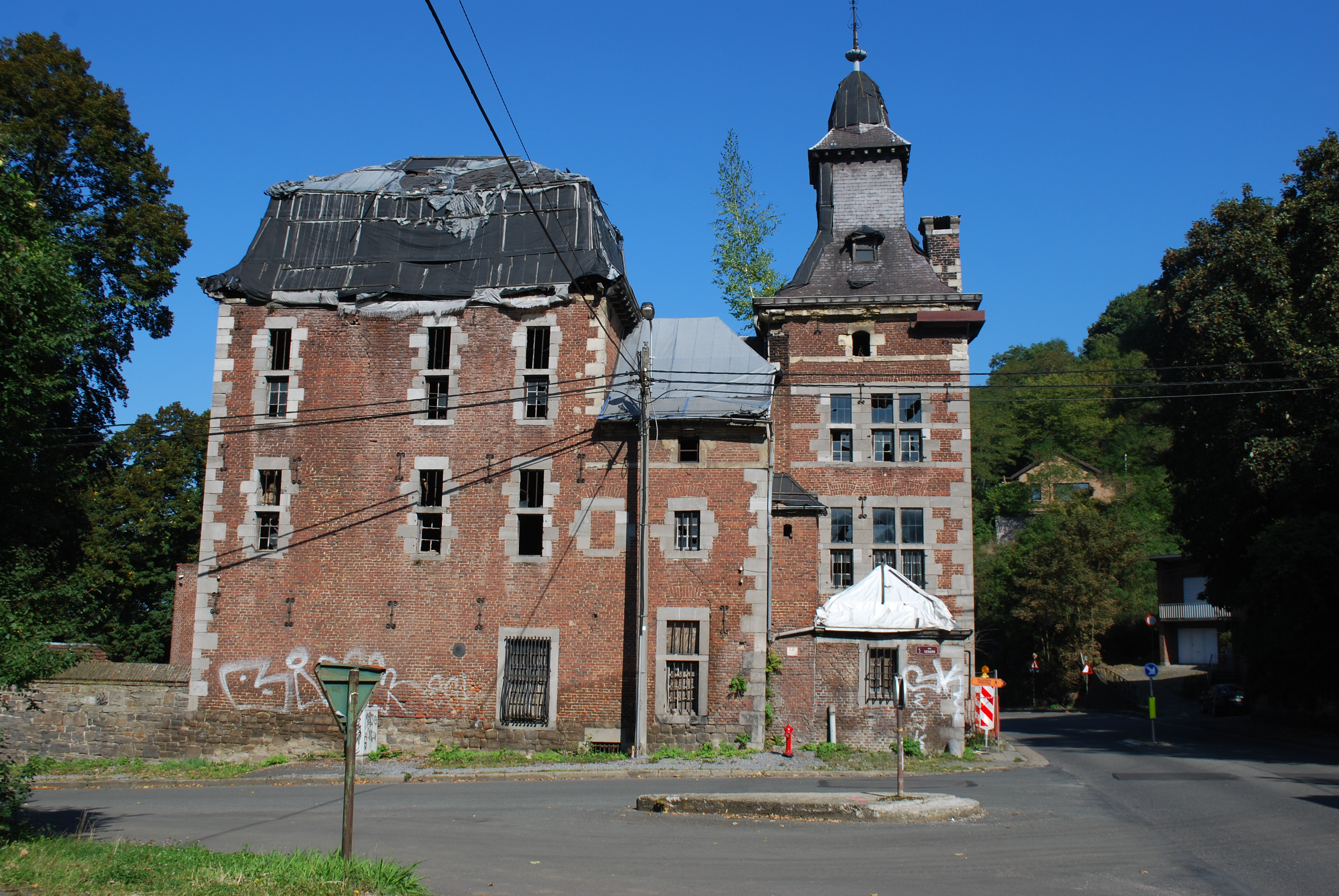
Das Schloss
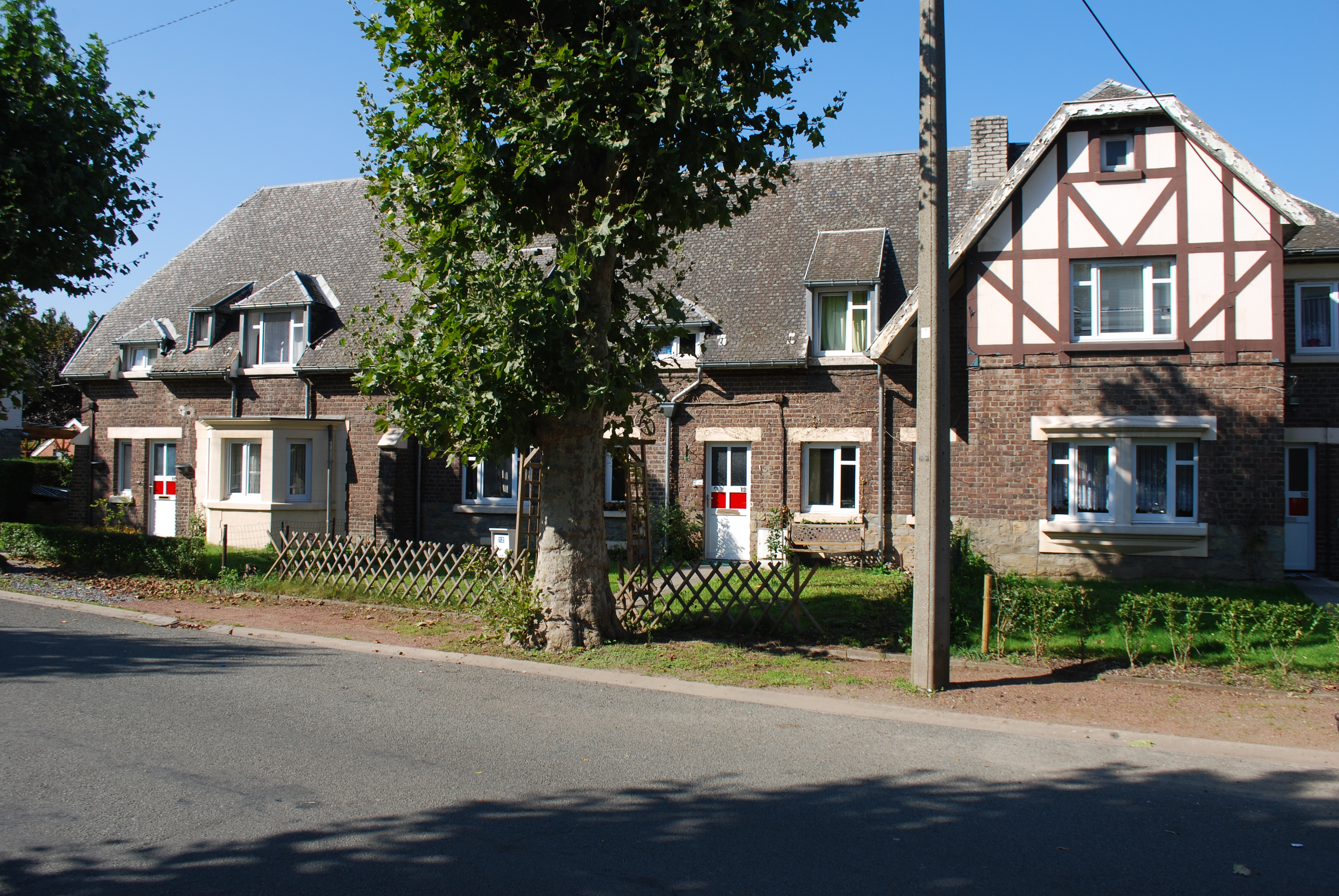
Die Arbeitersiedlung
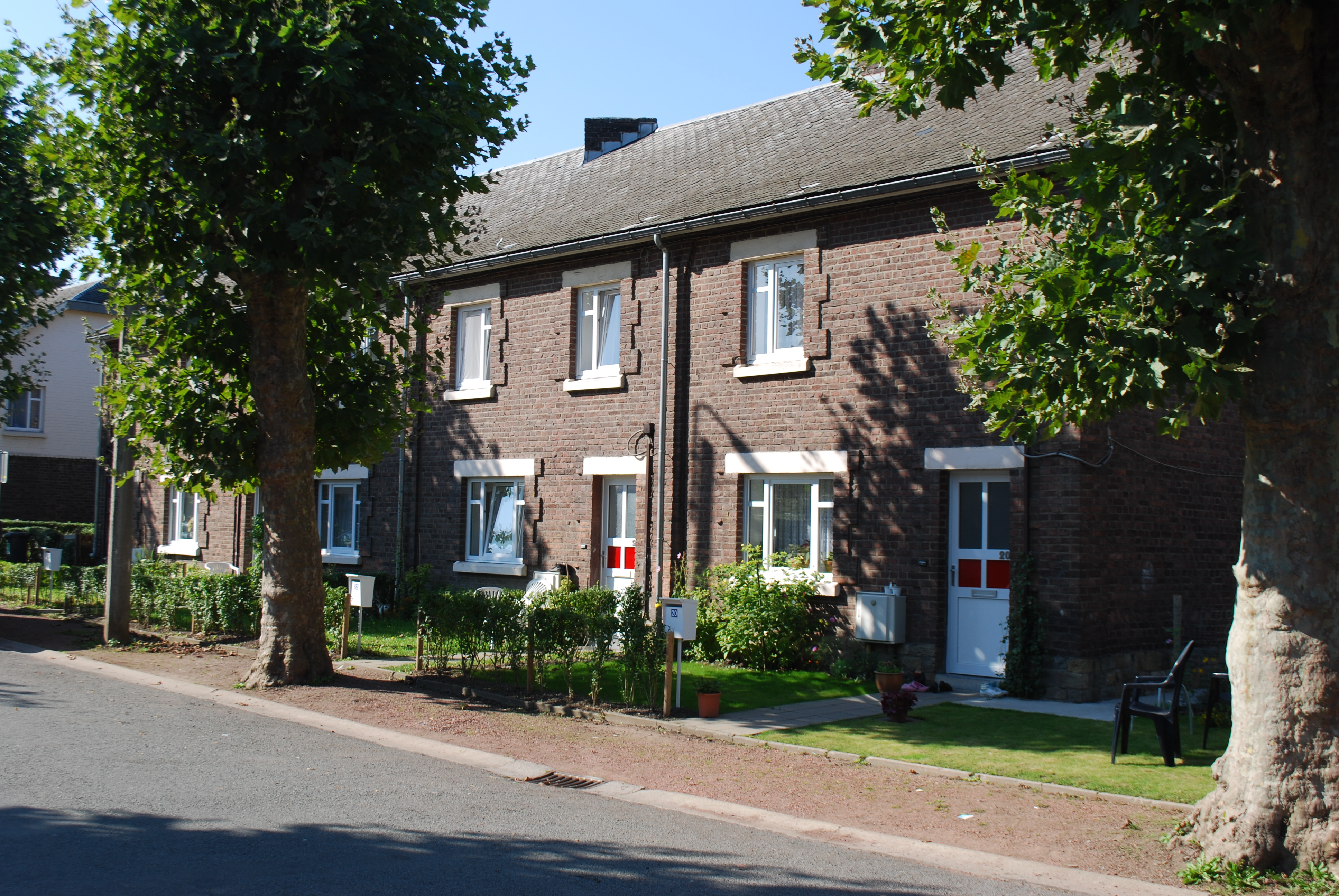
Die Arbeitersiedlung
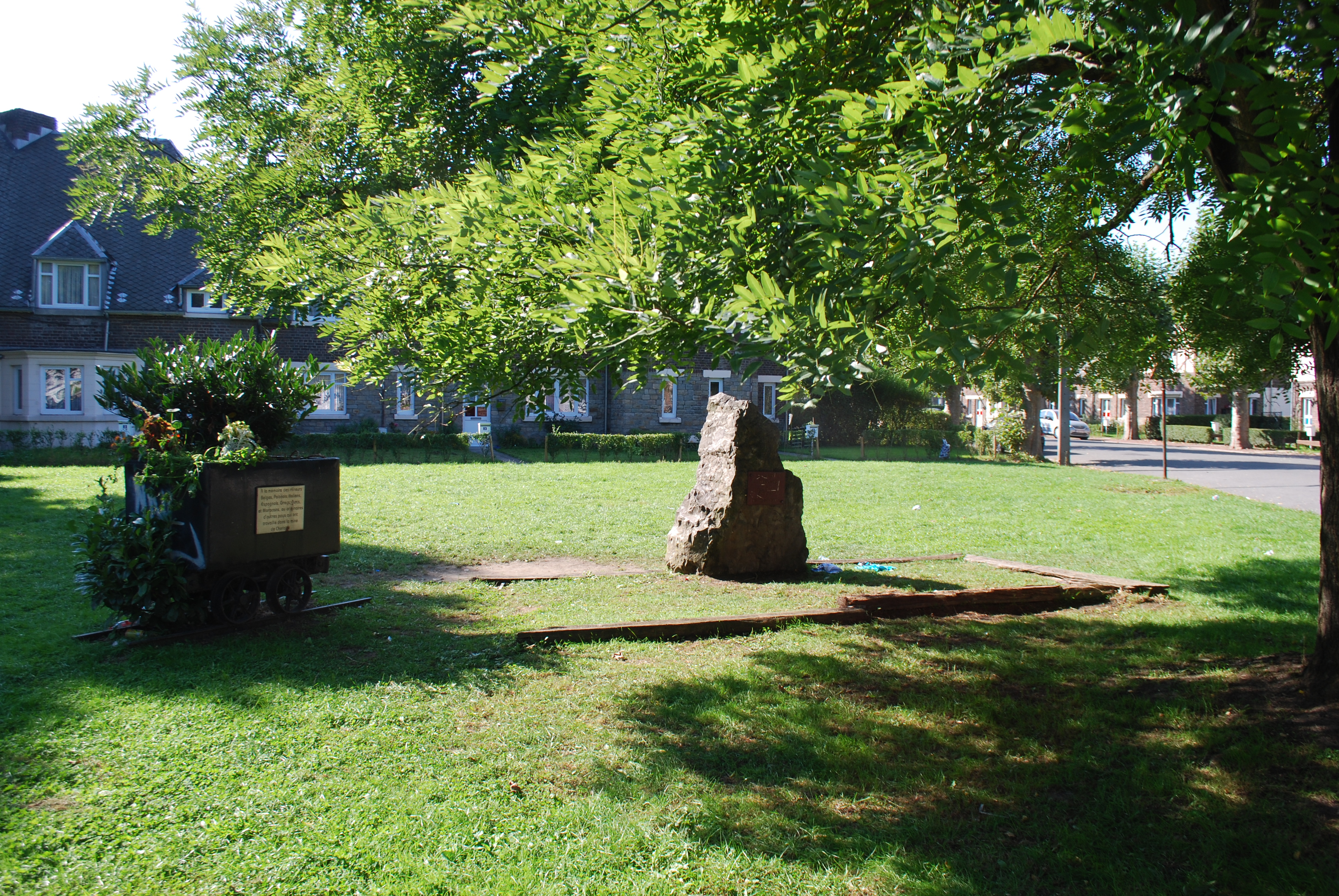
Die Gedenkstätte